# Fédération européenne de crosse

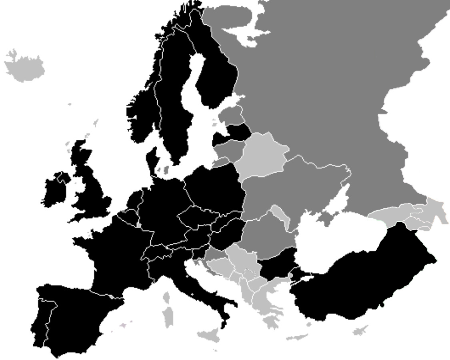
Membres de la Fédération européenne de crosse

La Fédération européenne de crosse (FEC ; en anglais European Lacrosse Federation, ELF) est une association de fédérations nationales de crosse masculine et féminine en Europe, ayant pour vocation de gérer et de développer la crosse en Europe. L'association compte 31 membres et est basée à Londres (Royaume-Uni).
La FEC organise le championnat d'Europe de crosse sous les règles de crosse au champ tous les quatre ans ainsi que l'annuel tournoi Aleš Høebeský Memorial à Prague (République tchèque) sous les règles de crosse en enclos.